# عرف (مفهوم)

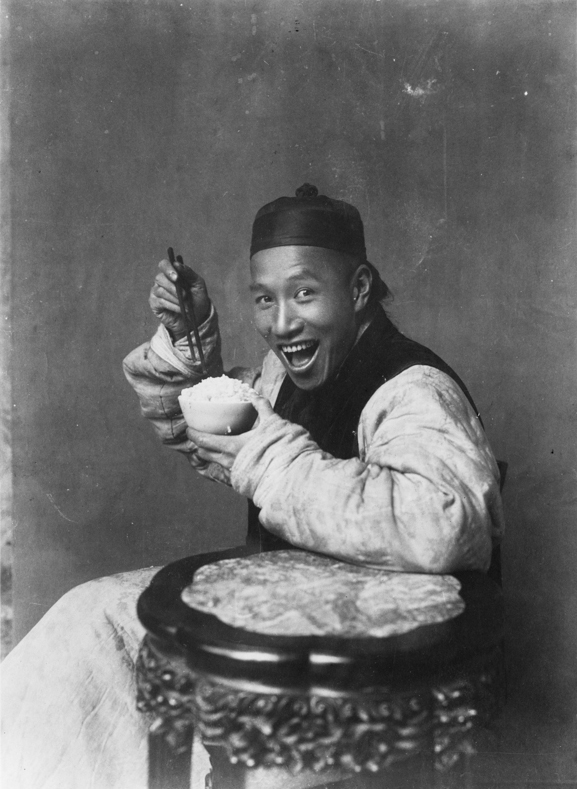

العُرف أو المُوَاضعة أو الاصطلاح هو مجموعة من المعايير أو المفاهيم أو المعايير الاجتماعية أو المقاييس المتفق عليها أو المنصوص عليها أو المقبولة بشكل عام، والتي كثيرًا ما تأتي في صورة عادة.
وقد تتحول أنواع معينة من القواعد أو العادات إلى قانون، وربما يتم إدخال تشريع تنظيمي لصياغة أو إنفاذ العُرف (على سبيل المثال، القوانين التي تحدد جانب الطريق الذي ينبغي أن تسير فيه المركبات). وفي البيئة الاجتماعية، ربما يحتفظ العُرف بطابع «القانون غير المكتوب» من العادات (مثلاً، الطريقة التي يرحب بها الناس ببعضهم البعض، كالمصافحة بالأيدي).
في العلوم الفيزيائية، تسمى القيم العددية (مثل الثوابت أو الكميات أو مستويات القياس) عرفية إذا لم تمثل ملكية طبيعية مقيسة، ولكنها تنشأ في شكل عُرف، على سبيل المثال متوسط العديد من المقاييس المتفق عليها بين العلماء الذين يستخدمون هذه القيم.

## معلوماتعامة
العُرف هو الاختيار من بين بديلين أو أكثر، حيث تكون القاعدة أو البديل محلَّ اتفاق بين المشاركين. وغالبًا ما تشير الكلمة إلى عادات غير مكتوبة يتشاركها أفراد المجتمع. على سبيل المثال، من العُرف في العديد من المجتمعات أن يتصافح الغرباء الذين يتم تعريفهم ببعض. وهناك بعض الأعراف المشرعة صراحةً، مثل أنه من العُرف في الولايات المتحدة وفي ألمانيا أن يلتزم السائقون بالسير في الجانب الأيمن من الطريق، بينما يسيرون في إنجلترا وأستراليا وموريشيوس وباربادوس في الجانب الأيسر. ويعد تحديد الوقت النمطي عُرفًا بشريًا يستند إلى الدورة الشمسية أو التقويم. وإلى أي مدى تعتبر العدالة عرفًا (على عكس الطبيعي أو الموضوعي)، فهذا مثار جدل مهم تاريخيًا بين الفلاسفة.
أثارت طبيعة الأعراف مناقشات فلسفية مستمرة. وقد نشر كواين وديفيدسون وديفيد لويس مؤلفات مؤثرة عن هذا الموضوع. وتعرض تفسير لويس للعُرف لانتقادات واسعة في كتاب مارجريت جيلبرت بعنوان عن الحقائق الاجتماعية (On Social Facts) (1989)، حيث قدمت تفسيرًا بديلاً. وقدمت روث ميليكان وجهة نظر أخرى عن العُرف في كتاب اللغة: النموذج البيولوجي (Language: A Biological Model) (2005)، وهو تفسير آخر معاكس لتفسير لويس.
وصف بوذا الأعراف - سواء اللغوية أو الاجتماعية أو السياسية أو الأخلاقية أو الأدبية أو حتى الدينية - على أنها تنشأ معتمدة في ظروف محددة. ووفقًا لمثاله، فعندما يتم التعامل مع الأعراف على أنها حقائق خالصة، فإنها تشارك في الوثوقية التي تؤدي بدورها إلى الخلاف. وهذا لا يعني بالضرورة تجاهل الأعراف تمامًا على أنها غير حقيقية، وبالتالي غير نافعة. وبدلاً من ذلك، ووفقًا للفكر البوذي، فإن الإنسان الحكيم يتبنى طريقة وسطًا دون التمسك بالأعراف على أنها مطلقة أو تجاهلها عندما تكون مثمرة.

## الأعراف المعتادة أو الاجتماعية

### الاجتماعية
في علم الاجتماع، تشير القاعدة الاجتماعية إلى أي عُرف اجتماعي متبع عادةً في المجتمع. وهذه القواعد ليست مكتوبة في القانون أو مصوغة بشكل آخر. وفي البناء الاجتماعي، ينصب تركيز كبير على القواعد الاجتماعية. ويُزعم أن المجتمع هو من وضع هذه القواعد، وأنها تؤثر على كل فرد فيه، ولكن في بعض الأحيان يعيد الأفراد وضعها.
يجادل علماء الاجتماع الذين يمثلون التفاعلية الرمزية بأن القواعد الاجتماعية يتم وضعها عن طريق التفاعل بين أفراد المجتمع. ويبرز التركيز على التفاعل النشط الطابع المرن والمتغير للقواعد الاجتماعية. وتنطبق هذه القواعد على البيئة الاجتماعية، أي البيئة التي تختلف مع مرور الوقت والمكان. وهذا مفاده أن القاعدة الاجتماعية تتغير مع مرور الوقت داخل نفس المجتمع. وما كان مقبولاً في الماضي، ربما لم يعد كذلك. وبالمثل، تختلف القواعد من مكان لآخر: فالمقبول في أحد المجتمعات ربما لا يكون مقبولاً في آخر.
تعكس القواعد الاجتماعية السلوك المقبول أو الطبيعي في أي موقف. ويرتبط مفهوم الحديث لـميشيل فوكو بشكل وثيق بالقواعد الاجتماعية؛ حيث يقدم تفسيرًا محتملاً لكيفية وضع هذه القواعد وتغييرها. والقواعد الاجتماعية هي التي توضح للأفراد ما هو السلوك الطبيعي في أي فئة محددة. ومن ثم، توضح القواعد الاجتماعية للمرأة كيفية التصرف بطريقة أنثوية، والرجل كيف يتصرف بطريقة رجولية. والقواعد الأخرى هي كما يلي:
- يتصافح الغرباء الذين يتم تعريفهم ببعض، كما في المجتمعات الغربية، ولكن
  - ينحنون أمام بعضهم البعض في كوريا واليابان والصين
  - لا ينحنون أمام بعضهم البعض في التقاليد اليهودية
  - في الولايات المتحدة، تكون التحية بالنظر في العين وهزّ الرأس وابتسامة مع عدم الانحناء؛ ويواجه باطن اليد الجانب بحيث لا يكون لأعلى ولا لأسفل في المصافحة التي تتم في بيئة الأعمال.
  - تبادل بطاقات الأعمال، في اجتماعات العمل
- نقر الأعقاب معًا، في العصور الماضية من التاريخ الغربي
- انحناءة المرأة في بعض المجتمعات
- في الشرق الأوسط، لا ينبغي مطلقًا وضع باطن القدم في وجه شخص آخر؛ حيث إن هذا سيعد إساءة بالغة.
- في بعض المدارس، بالرغم من عدم تخصيص المقاعد للطلاب بالاسم، إلا أنه ما زال طلاب بعينهم «يدعون» أنها لهم، وهكذا يعد الجلوس في مقعد طالب آخر إهانة

### أخرى
الأعراف العامة هي الأعراف الوثيقة الصلة بـنوع فني معين، وربما تساعد حتى في تعريف ماهية هذا النوع.
الأعراف الأخرى التي ربما تكون استثناءات هي:
- اللوحات تكون مستطيلة أو مربعة
- أدوات العقاب (ينتهي الفيلم الكوميدي بالزواج، لكن قد ينتهي فيلم راعي البقر بانطلاق البطل على فرسه باتجاه غروب الشمس)
- يتبع التدوين الرياضي ترتيب العمليات الحسابية

## الحكومة
في الحكومة، العُرف هو مجموعة من القواعد غير المكتوبة التي ينبغي أن يلتزم بها المشاركون في الحكومة. ولا يمكن تجاهل هذه القواعد إلا إذا كان المبرر واضحًا أو يمكن تقديمه. وإلا تأتي العواقب. وقد تتضمن العواقب تجاهل بعض الأعراف الأخرى التي تم الالتزام بها حتى الآن. ووفقًا للمبدأ التقليدي (ديسي)[بحاجة لمصدر]، لا يمكن تطبيق الأعراف في المحاكم، لأنها عبارة عن مجموعة من القواعد غير القانونية. وتمثل الأعراف أهمية خاصة في دول الكومنولث وغيرها من الحكومات التي تستخدم نظام الوستمنستر في الحكومة، حيث العديد من قواعد الحكومة غير مكتوبة.

## القانون الدولي
يستخدم مصطلح العُرف أيضًا في القانون الدولي للإشارة إلى بيانات مبادئ رسمية معينة، مثل اتفاقية حقوق الطفل. وتتبنى الأعراف هيئات دولية، مثل منظمة العمل الدولية والأمم المتحدة. والأعراف التي يتم تبنيها بهذا الشكل تنطبق فقط على الدول التي صدقت عليها، ولا تنطبق بشكل تلقائي على الدول الأعضاء في هذه الهيئات. وينظر إلى هذه الأعراف عمومًا على أنها تمتلك قوة المعاهدات الدولية بالنسبة للدول المصدقة عليها. وربما يكون من أشهر هذه الأعراف اتفاقية جنيف.

## وصلات خارجية
- Rescorla, Michael (2007) Convention, Stanford Encyclopedia of Philosophy.
- Law-Ref.org، دليل الأعراف الدولية المهمة.